# Alexandre Leitão

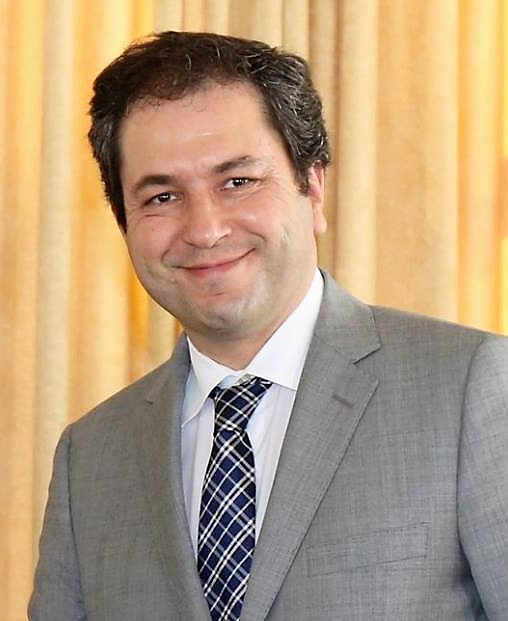
Alexandre Leitão (2019)

Alexandre José dos Reis Leitão ist ein portugiesischer Diplomat im Dienst der Europäischen Union.

## Werdegang
Am Centro de Estudos e Formação Autárquica erhielt Leitão nach zwei Jahren 1987 ein Diplom in lokaler, öffentlicher Administration. Von 1987 bis 1992 studierte er an der Universität Coimbra.
Nach verschiedenen Anstellungen war Leitão von September 1992 bis August 1999 Geographielehrer an den Sekundarschulen D. Dinis (Coimbra), Trancoso (Guarda) und Ribeira de Pena (Vila Real). Von 1994 bis 1998 war er gewähltes Mitglied des Stadtrats von Coimbra und in dieser Funktion von 1994 bis 1996 Mitglied des Verwaltungsrats von ERSUC, einem Unternehmen der Abfallaufbereitung und von 1997 bis 1999 Mitglied des Rats der Tourismusregion Centro.
Von Februar 1998 bis August 1999 war Leitão Berater des Staatssekretärs für Öffentliche Verwaltung und Modernisierung. Zu seinen Aufgaben gehörte gleichzeitig die Vertretung des Vizeministers des Premierministers beim interministerialen Netzwerk für die Modernisierung der Verwaltung und bei der interministerialen Arbeitsgruppe zu Osttimor. Von Oktober 1999 bis Dezember 2000 war er Mitglied des Kabinetts für Sonderfälle – Osttimor des portugiesischen Außenministeriums. Von Januar 2001 bis Februar 2002 folgte ein Beraterposten beim Staatssekretär für die Gemeinschaft der Portugiesischsprachigen Länder, bevor er von Februar bis Juni 2002 wieder in das Kabinett für Sonderfälle – Osttimor zurückkehrte.
Von Juli 2002 bis August 2005 war Leitão dann stellvertretender Leiter der Botschaft Portugals in Dakar (Senegal) und ab September 2005 bis September 2008 Chef für Angelegenheiten des Europäischen Parlaments bei der Vertretung Portugals bei der Europäischen Union. Von Juli 2007 bis Dezember 2007 war er zudem Vorsitzender der Arbeitsgruppe Allgemeine Angelegenheiten, während der portugiesischen Ratspräsidentschaft. Im September 2008 wurde Leitão Generalkonsul Portugals in Benguela (Angola). Das Amt hatte er bis September 2012 inne. Dem folgte bis September 2014 der Vorsitz der Abteilung Konsularischer Notfall in Lissabon.
Am Instituto Universitário de Lisboa (ISCTE) studierte Leitão von 2013 bis 2014. 2014 erhielt er von der Katholischen Universität Portugal einen Master-Titel in Politikwissenschaften und Internationalen Beziehungen. Von September 2014 bis Dezember 2015 war Leitão CIO/Direktor für Chiffre und IT im portugiesischen Außenministerium. Dann war er bis August 2016 diplomatischer Berater im Büro des Premierministers.
Am 27. September 2016 überreichte Leitão seine Akkreditierung als Botschafter der Europäischen Union in Osttimor an Staatspräsident Taur Matan Ruak. Er folgte damit Sylvie Tabesse. Leitão wurde am 15. Oktober 2019 von Andrew Jacobs abgelöst.